# Blumisburg Golf & Country Club
De Blumisburg Golf & Country Club is een Zwitserse golfclub en ligt tussen Bern en Fribourg.
De club heeft een 18-holes golfbaan, waarvan de eerste negen holes smal en heuvelachtig zijn en de andere negen meer open. De baan is in 1958 ontworpen door Bernhard von Limburger. De baan is geopend van maart tot november.